# Cyclocheilichthys enoplos
Cyclocheilichthys enoplos (engl. Soldier River Barb, chin. 杜氏圆唇鱼, Chhkok in Kambodscha, auf Thai ปลาหนามหลัง und Cá Cóc in Vietnam) ist eine mittelgroße Barbenart aus Indochina.

## Beschreibung
Die Fischart besitzt vier Barteln und eine sehr lange Rückenflosse.
Die Soldier River Barb wird im Durchschnitt 45 Zentimeter lang, in Ausnahmefällen aber auch bis 75 Zentimeter. 2009 wurde im thailändischen kommerziellen Angelsee Monster Lake eine Soldier River Barb von 5,05 Kilogramm gefangen, bei den Khone Falls im Grenzgebiet von Kambodscha und Laos sogar Exemplare bis 10 Kilogramm.

## Verbreitung
Die Soldier River Barb ist im Flussbecken des Mekong und seiner Nebenflüsse verbreitet und kommt in Thailand, Laos, Vietnam und Kambodscha vor, außerdem in Malaysia und Indonesien.

## Lebensweise
Cyclocheilichthys enoplos hält sich bevorzugt im Mittelwasser und Grundnähe von Flüssen auf. Er ernährt sich überwiegend von Weichtieren, Wurzeln von Wasserpflanzen, Zooplankton und Grünalgen. Jungfische ernähren sich ausschließlich von Zooplankton, während adulte Exemplare mit zunehmender Körpergröße auf Insektenlarven, Krebstiere und kleine Fische umstellen. Die Laichperiode setzt mit der Regenzeit ein, geschlechtsreife Fische wandern auf die Überschwemmungsauen und überfluteten Galeriewälder und laichen dort ab. Von Oktober bis Dezember kehren sie in die Flüsse zurück. Die Fischart hat ein ausgeprägtes Wanderverhalten, so wurden ihre Wanderzüge von November bis Februar aus der Region bei Phnom Penh bis zu den Khone Falls beobachtet und von Mai bis August eine Wanderung flussabwärts, die im Oktober/November mit den höchsten Hochwasserständen im Mekongdelta endet. An den Wanderzügen sind Jungfische und Subadulte beteiligt, während in der Region um die Khone Falls nur sehr große Exemplare bis 90 Zentimeter Länge beobachtet wurden. Oberhalb der Khone Falls von April bis September bei Einsetzen der ersten Monsunregenfälle gegen Ende der Trockenperiode wandern laichreife Tiere im trüben und von Sedimenten aufgewühltem Wasser in ihre Laichgebiete.

## Nutzen
Cyclocheilichthys enoplos ist ein begehrter Speisefisch in Indochina und wird in Aquakultur gehalten. Das Ablaichen kann durch Hormongabe stimuliert werden. In der Takeo Provinz in Kambodscha machen Soldier River Barbs noch 8 % der Fänge aus. Auch im Tonle Sap See gehört Cyclocheilichthys enoplos noch zu den wirtschaftlich wichtigen Fischarten Kambodschas